# Oceanograf
El Oceanograf es un buque de investigación polaco de la Universidad de Gdansk.

## Historia
El buque fue construido bajo el número B870-II por un consorcio de los astilleros Stocznia Remontowa Nauta y Crist en Gdynia para la Universidad de Gdansk. La colocación de la quilla se realizó el 9 de mayo de 2013. El buque fue bautizado el 24 de junio de 2016 y completado en julio de 2016.
El costo de construcción previsto fue de 37 millones PLN-(złoty Polaco). El costo real de construcción fue de 40 millones de złoty.
El buque funciona con diesel eléctrico (1.800 kW (2.447 PS)). Dos generadores alimentados por motores diesel de cuatro tiempos y seis cilindros del fabricante Volvo-Penta, cada uno con una potencia de 420 kW, están disponibles para la generación de energía de los motores de accionamiento eléctrico. Dos generadores alimentados por motores diesel, cada uno con una potencia de 225 kW, están disponibles para la generación de energía en el sistema eléctrico del vehículo. Los motores de accionamiento impulsan dos góndolas de hélice, cada una con dos hélices. La velocidad de crucero del barco se especifica en 12 nudos. Eslora del barco 49,51 m (Lüa), Ancho 13,97 m y Altura lateral 3,79 m.
Hay espacio para 20 personas a bordo. El capitán y el científico jefe se alojan en cabañas individuales. Hay nueve cabinas dobles disponibles para el resto de la tripulación y el resto del personal científico y los estudiantes que lo acompañan. La tripulación del barco generalmente consta de seis personas.
El barco se utiliza principalmente en el mar Báltico.